# National Rugby League 1923
La New South Wales Rugby Football League de 1923 fue la decimosexta temporada del torneo de rugby league más importante de Australia.

## Formato
Los clubes se enfrentaron en una fase regular de todos con todos, el equipo mejor ubicado al terminar la fase regular se corona campeón del torneo.
Se otorgaron 2 puntos por el triunfo, 1 por el empate y ninguno por la derrota.

## Desarrollo

### Tabla de posiciones
| Pos. | Equipo            | Encuentros | Encuentros | Encuentros | Encuentros | Tantos | Tantos | Tantos | Puntos |
| Pos. | Equipo            | PJ         | PG         | PE         | PP         | F      | C      | Dif    | Puntos |
| ---- | ----------------- | ---------- | ---------- | ---------- | ---------- | ------ | ------ | ------ | ------ |
| 1    | Eastern Suburbs   | 16         | 13         | 0          | 3          | 235    | 124    | +111   | 30     |
| 2    | South Sydney      | 16         | 13         | 0          | 3          | 242    | 173    | +69    | 30     |
| 3    | Balmain           | 16         | 10         | 1          | 5          | 247    | 136    | +111   | 25     |
| 4    | Western Suburbs   | 16         | 9          | 0          | 7          | 257    | 218    | +39    | 22     |
| 5    | North Sydney      | 16         | 8          | 0          | 8          | 245    | 223    | +22    | 20     |
| 6    | Glebe             | 16         | 6          | 0          | 10         | 160    | 193    | -33    | 16     |
| 7    | St. George        | 16         | 5          | 0          | 11         | 168    | 236    | -68    | 14     |
| 8    | Newtown           | 16         | 4          | 2          | 10         | 161    | 297    | -136   | 14     |
| 9    | Sydney University | 16         | 2          | 1          | 13         | 120    | 235    | -115   | 9      |

|  | Definición por el campeonato. |

#### Definición
| 12 de septiembre | Eastern Suburbs | 15 - 12 | South Sydney |  |  |

| Bandera de Australia    |
| Campeón Eastern Suburbs |
| Cuarto título           |